# Gottfried Scholl
Karl Markus Gottfried Scholl (getauft Charles Marc Godefroy Scholl; * 24. Dezember 1803 in Lausanne, heimatberechtigt in Biel; † 22. Januar 1865 in Montpellier, Frankreich) war ein Schweizer Offizier und Berner Grossrat.

## Leben
Gottfried Scholl war der Sohn von Samuel Gottfried Scholl und der Jeanne Marie geborene Dapples. Sein Vater diente als Offizier in französischen Diensten, sein Grossonkel Abraham Scholl (1700–1772) war Bieler Säckelmeister und Meier.
Scholl besuchte das Gymnasium in Biel und machte eine «Soldkarriere» in neapolitanischen Diensten. Von 1829 bis 1841 diente er als Major. Er heiratete Julie Henriette, Tochter des Rotgerbers Jean Jakob Schneider. Im Jahr 1842 traf Scholl Johann Gottlieb Krüger (Krüger-Bei) in Tunis. Nach seiner Rückkehr nach Biel diente Scholl von 1845 bis 1859 als Gemeinderat. Von 1850 bis 1855 wurde er in den Berner Grossrat gewählt.
Scholl gründete 1854 die Bieler Sektion der Société jurassienne d’émulation. Als führendes Mitglied wurde er 1863 Präsident der Gesellschaft und veröffentlichte in deren Zeitschrift Beiträge über historisch-geographische und wirtschaftliche Themen. Daneben gehörte Scholl der Bernischen Kunstgesellschaft, der Allgemeinen Geschichtforschenden Gesellschaft der Schweiz und der Schweizerischen Gemeinnützigen Gesellschaft an.
Im Osten der Stadt Biel liess Scholl bis 1858 die Villa Choisy erbauen und einen aufwendigen Garten anlegen.
Gottfried Scholl starb am 22. Januar 1865 in Montpellier. Nach einer Wahlniederlage hatte er seinen Wohnsitz dorthin verlegt.

## Werke
- Promenade à Tunis en 1842. Dentre, Paris 1844.
- La ville de Bienne. Stämpfli (G. Hünerwadel), Bern 1855.

## Belege
1. 1 2 3 4 5  Christoph Zürcher: Gottfried Scholl. In: Historisches Lexikon der Schweiz (HLS).
2. ↑  Mounir Fendri: Neues zu Karl Mays Krüger-Bei. Das Manuskript des Muhammad ben Abdallah Nimsi alias Johann Gottlieb Krüger (online). In: Jahrbuch der Karl-May-Gesellschaft 1992, S. 293.
3. ↑  Niklaus Baschung: Der Garten ist die Seele des Hauses. In: kathbern.ch. 31. Mai 2013, abgerufen am 1. April 2022.

| Personendaten    | Personendaten                                                                                       |
| ---------------- | --------------------------------------------------------------------------------------------------- |
| NAME             | Scholl, Gottfried                                                                                   |
| ALTERNATIVNAMEN  | Scholl, Karl Markus Gottfried (vollständiger Name); Scholl, Charles Marc Godefroy Scholl (Taufname) |
| KURZBESCHREIBUNG | Schweizer Offizier und Politiker                                                                    |
| GEBURTSDATUM     | 24. Dezember 1803                                                                                   |
| GEBURTSORT       | Lausanne, Schweiz                                                                                   |
| STERBEDATUM      | 22. Januar 1865                                                                                     |
| STERBEORT        | Montpellier, Frankreich                                                                             |